# Формоза-ду-Уэсти
Формоза-ду-Уэсти (порт. Formosa do Oeste) — муниципалитет в Бразилии, входит в штат Парана. Составная часть мезорегиона Запад штата Парана. Входит в экономико-статистический микрорегион Толеду. Население составляет 6574 человека на 2006 год. Занимает площадь 275,712 км². Плотность населения — 23,8 чел./км².

## История
Город основан 10 июня 1961 года.

## Статистика
- Валовой внутренний продукт на 2003 год составляет 92 929 463,00 реалов (данные: Бразильский институт географии и статистики).
- Валовой внутренний продукт на душу населения на 2003 год составляет 12 269,54 реалов (данные: Бразильский институт географии и статистики).
- Индекс развития человеческого потенциала на 2000 год составляет 0,788 (данные: Программа развития ООН).